# Federico de Onís Sánchez
Federico de Onís Sánchez (Salamanca, 20 de desembre de 1885 - Puerto Rico, 1966), professor, filòleg, crític literari i hispanista espanyol.

## Biografia
Era fill del bibliotecari i encarregat de l'Arxiu de la Universitat de Salamanca, amic íntim de Miguel de Unamuno.
Doctor en lletres per la Universitat de Barcelona. El 1907 va opositar al cos d'Arxivers, Bibliotecaris i Arqueòlegs, fou destinat a Lleó el 1907 i el 1909 fou catedràtic de literatura espanyola en la Universitat d'Oviedo i el 1915 en la de Salamanca. Col·laborador del Centro de Estudios Históricos. Des de 1918 i fins a la seva jubilació va ser professor de literatura espanyola en la Universitat de Colúmbia a Nova York, des d'on va contribuir de forma decisiva a la difusió de l'hispanisme als Estats Units; allí va rebre Federico García Lorca i a Gabriela Mistral quan van viatjar a la ciutat. També va ser professor a les escoles d'estiu de Madrid, Santander, Mèxic i Puerto Rico. Membre de la Hispanic Society of America. Director del Departament d'Estudis Hispànics de la Universitat de Puerto Rico.
Va ser redactor de la Revista de Filología Española de Madrid i de la Romanic Review de Nova York, i col·laborador d'España i la luna de Barcelona, de The New York Times, The Evening Post, North American Review i Hispania i Nosotros de Buenos Aires. Dirigí la Revista de Estudios Hispánicos de Puerto Rico entre 1928 i 1929 i la Revista Hispánica Moderna, fundada el 1934.
Publicà edicions crítiques en la col·lecció Clásicos Castellanos de l'Editorial Espasa-Calpe: la Vida de Diego de Torres y Villarroel (1912), els Nombres de Cristo de Fray Luis de León (tres vols., 1914, 1917 y 1922) i en la col·lecció "Clásicos Océano" d' Ediciones Océano: "El ingenioso hidalgo Don Quijote de la Mancha" de Miguel de Cervantes; així com, en col·laboració amb Américo Castro, un volum de Fueros leoneses (1916). Els seus treballs de crítica són Sobre la transmisión de la obra literaria de Fray Luis de León (1915), El español en los Estados Unidos, (Salamanca, 1920), Jacinto Benavente (Nueva York, 1923), El Martín Fierro y la poesía tradicional (Madrid, 1924), Ensayos sobre el sentido de la cultura española (1932), Antología de la poesía española e hispanoamericana (1882-1932) (1934), llibre acompanyat de documentades i penetrants introduccions i bibliografies i on defineix per primera vegada el que és l'estètica literària del Posmodernisme i el mateix Modernisme.
Autor també d'un assaig crític sobre Evaristo Ribera Chevremont, i d'una cèlebre conferència pronunciada en la Residencia de Estudiantes de Madrid.